# Jelévaia Dubrava
Jelévaia Dubrava (en rus: Желевая Дубрава) és un poble de l'óblast d'Oriol, a Rússia, segons el cens del 2010 tenia 23 habitants. Pertany al districte municipal de Verkhóvie.